# Župnija Sromlje
Župnija Sromlje je rimskokatoliška teritorialna župnija Dekanije Videm ob Savi Škofije Celje. Od 1. avgusta 2023 je upravljana iz Župnije Brežice.
Do 7. aprila 2006, ko je bila ustanovljena Škofija Celje, je bila župnija del Savskega naddekanata Škofije Maribor.

## Sakralni objekti
| #  | Slika                     | Cerkev                     | Kraj    |
| -- | ------------------------- | -------------------------- | ------- |
| 1. | Klikni za spremembo slike | Cerkev sv. Martina         | Sromlje |
| 2. | Klikni za spremembo slike | Cerkev sv. Janeza Nepomuka | Sromlje |